# Organisation patriote socialiste hellénique
L'Organisation patriote socialiste hellénique, en grec moderne : Ελληνική Σοσιαλιστική Πατριωτική Οργάνωσις / Ellinikí Socialistikí Patriotikí Orgánosis (ESPO), est une organisation collaborationniste et pro-nazie créée à l'été 1941, dans la Grèce occupée par les Allemands, sous la direction de Geórgios Vlavianós puis de Spýros Sterodímas. Ses membres sont des ultra-nationalistes, des nazis et des fascistes désireux d'aider les forces d'occupation de l'Axe contre le communisme et les Juifs.
L'une de leurs principales actions est le saccage de la synagogue de la rue Melidoni, à Athènes, par la section jeunesse de l'ESPO.